# Magyarbánhegyes
Magyarbánhegyes község Békés vármegye Mezőkovácsházai járásában.

## Fekvése
A vármegye délkeleti részén fekszik, a megyeszékhely Békéscsabától mintegy 40 kilométerre délre. Belterületének nagysága 290 hektár, amihez 3362 hektárnyi külterület tartozik. Szomszédai: északkelet felől Medgyesegyháza, délkelet felől Kunágota, délnyugat felől Mezőkovácsháza, nyugat felől Nagybánhegyes, északnyugat felől pedig Medgyesbodzás.

### Megközelítése
Központján északnyugat-délkeleti irányban végighalad a Csanádapáca-Dombegyház(-Arad közti 4439-es út, délkeleti határszélét pedig érinti a Gyula-Makó közti 4434-es út is. Nagybánhegyessel a 4441-es út köti össze.
Vonattal a MÁV 121-es számú Kétegyháza–Újszeged-vasútvonalán érhető el, amelynek egy megállási pontja van itt. Magyarbánhegyes vasútállomás a község déli részén helyezkedik el, közúti elérését a 44 335-ös számú mellékút teszi lehetővé. A vonal állomásainak viszonylatában Medgyesegyháza vasútállomás és Mezőkovácsháza felső megállóhely között található.

## Története
A régészeti szórványok azt bizonyítják, hogy már a népvándorlás népei is megfordultak a mai falu területén.
Magyarbánhegyes neve először 1506-os oklevélben olvasható, melyet középkori földesuráról, Maróti János macsói bánról kapta.
A 15. században Hunyadi-birtok. Corvin János 1504-es halála után előbb özvegye, Frangepán Beatrix kezére került. A tulajdonjog 1510-ben Brandenburgi György őrgrófra szállt. 1542-ben Bánhegyest Erdélyhez csatolták. 1563-64-ben 770 szarvasmarhát hajtottak a környékről az oláhújvári vámon át. Vég-Gyulavár 1566-os eleste után a török elpusztítja, 1627-ben már csak nevében él. A tanyák kiépítése a 18. század végén kezdődött, majd az 1800-as évek elején az Arad vármegyei Forray Nagyiratos kertészközségéből új telepesek népesítették be a területet. (Alapító telepesei magyar dohánytermesztők voltak.)
Önállóvá a falu 1865-re vált. 1880-ban épült fel a zsidó hitközség imaháza.
Római katolikus temploma 1895-96-ban épült eklektikus stílusban.
A település népességi fénykorát 1929-ben élte, a lakosság lélekszáma akkor elérte a 4000-et.

### A bánhegyesi zsidóság és a holokauszt
A második világháború, a holokauszt idején Magyarbánhegyesen hozták létre a kelet-csanádi zsidóság második gyűjtőhelyét. 1944 májusában a környék falvaiból a zsidó családokat a csendőrök a község határában álló Mandel-birtokra hajtották. A gettóból egy hónap múlva Békéscsabára, majd Debrecenbe szállították őket, ahonnan részben Auschwitzba, részben Strasshofba kerültek. A 63 tagú bánhegyesi zsidóságnak csak mintegy harmada élte túl a holokausztot, ők a háború után elköltöztek.

### Bánhegyes a közelmúltban és napjainkban
1949-ben megtörtént a falu villamosítása, a hálózat hossza elérte a 14 km.-t. 3 km. új bekötőút létesült az Újtelep és a főutca között, megépült az újtelepi óvoda és új artézi kutat is létesítettek.
A háború után a földosztás simán folyt le. 1949 és 1960 között több Tsz is alakult:
- 1949. szeptember 14. – Dózsa Tsz. – 13 tag, 45 kh. föld. Ez a szövetkezet 1957-ben már 70 családdal, 510 kh. földterületen gazdálkodott.
- 1951. ősz – Béke Tsz. – 9 tag, 75 kh. föld.
- 1952. ősz – Viharsarok Tsz. – 22 tag, 171 kh. föld. Itt 1955-ben 13 család dolgozott 63 kh. földterületen.
Ezek 1964-ben egyesültek Egyetértés néven.
Az 1960-as években felépült a Művelődési Ház, melyben mozi is működött. Ebben az évben alakították át a mai Polgármesteri Hivatalt is: főbejárata az utca felől nyílik. 1960-ban a lakosok száma elérte a 3811-főt.
A '70-es évek végén épült fel – társadalmi összefogással – az általános iskola tornaterme. A '80-as évek közepétől indult meg a falu utcáinak közművesítése, mely a '90-es évek közepére készült el. A '80-as években a gázvezeték hálózatot is kiépítették a faluban, a lakások többségénél már gázfűtést, ill. gáz+vegyestüzelésű fűtést alkalmaztak ezután.
A rendszerváltás után továbbra is a mezőgazdaság nyújtotta a megélhetést a falu számára, hiszen e térség talaja hazánkban a legjobb termőföld.
2000. szeptember 25-én a településen millenniumi emléktábla-avatás volt.
2001-ben felavatták a Chabracsek Andrásné által alapított tájházat, mely magában foglalja a falu legjelentősebb helytörténeti gyűjteményét is. Az új gyógyszertár is ebben az évben készült el.
A mai lakosok nagy része dinnyetermesztéssel foglalkozik. A községünkben jelenleg két szövetkezet is működik: az Egyetértés és a Bán-Kun.
2006-ban történt meg a Művelődési Ház külső felújítása, valamint a játszótér bejáratánál látható székelykapu felavatása.
2007. december 28-án ünnepélyes keretek között átadták az új, több gyógyítási célra is alkalmas, egészségügyi centrum épületét.
Jelenleg (2008. március) a Művelődési Ház nagytermének belső felújítása, fűtéskorszerűsítése zajlik. Hamarosan átadják a megújult, Uniós szabványoknak megfelelő játszóteret is.
A minden évben megrendezett Hegyesi Napok lehetőséget ad a településnek, hogy még tágabb ismeretségre tegyen szert bel- és külföldön egyaránt. 2007-től, hagyományteremtő szándékkal, a magyarbánhegyesi falunapokat Bán-napok néven rendezik meg. Ez utóbbi rendezvény keretében különféle kulturális és szórakoztató programokra látogathat el minden kedves vendég és érdeklődő.

## Politikai élete
Magyarbánhegyes község Magyarországon, Békés vármegye délkeleti részén, a Mezőkovácsházi járásban, a Békés megyei 4. sz. országgyűlési egyéni választókerülethez tartozik. Magyarbánhegyes képviselője az Országgyűlésben Simonka György (Fidesz–KDNP).
A község polgármestere 2010 óta a független Sódarné Varga Gyöngyi Mária, aki megválasztása előtt is aktívan részt vett a helyi közösségi életben és a helyi gyógyszertárban dolgozott. A község az Európai Uniós pályázatoknak köszönhetően sok fejlődésen ment keresztül, mint ahogyan Magyarország többi települése is. A 2014-es választásokon újraválasztották, a szavazatok kb. 58 százalékával. Magyarbánhegyesnek a polgármesterrel együtt 7 tagú képviselő-testülete van. Magyarbánhegyesen működik a Mezőkovácsházi járás kettő MSZP-s képviselője közül az egyik, a másik Medgyesegyházán, valamint itt dolgozik a járás egyetlen Jobbikos képviselője is. Az egyetlen olyan település a járásban, ahol nincs kormánypárti, azaz fideszes képviselő, míg valamilyen ellenzéki párti képviselő igen. A falu közéletének egyéb szereplői: Pozsárné Nagy Ilona, a Fidesz–KDNP vesztes magyarbánhegyesi polgármester-jelöltje, a helyi ÁMK egyik vezető egyénisége, valamint az önkormányzati képviselők, a helyi általános iskola vezetője és a helyi középiskola vezetője.

### Polgármesterei
- 1990–1994: Szokola Béla (független)[4]
- 1994–1998: Szokola Béla (független)[5]
- 1998–2002: Szokola Béla (független)[6]
- 2002–2006: Szokola Béla (független)[7]
- 2006–2010: Laduver Ferenc (Fidesz-KDNP-FKgP-MDF)[8]
- 2010–2014: Sódarné Varga Gyöngyi Mária (független)[9]
- 2014–2019: Sódarné Varga Gyöngyi Mária (független)[10]
- 2019–2024: Sódarné Varga Gyöngyi Mária (független)[11]
- 2024– : Murányi Zsolt János (független)[1]

### Választási eredmények

#### 2014
A polgármester-választás eredménye
| Polgármester-jelölt          | Párt        | Kapott szavazat | Elért eredmény (%) |
| ---------------------------- | ----------- | --------------- | ------------------ |
| Sódarné Varga Gyöngyi Mária  | Független   | 749             | 58,38              |
| Pozsárné Nagy Ilona Erzsébet | Fidesz–KDNP | 375             | 29,23              |
| Kintner János                | Jobbik      | 159             | 12,39              |

- A megválasztott képviselők megoszlása jelölő szervezetek szerint[12]

|  | MSZP                 | 1 |  |  |  |  |
|  | Jobbik               | 1 |  |  |  |  |
|  | független képviselők | 4 |  |  |  |  |

## Oktatási élet
A faluban egy általános iskola található, valamint itt működik az Esély Pedagógiai Központ EGYMI magyarbánhegyesi tagintézménye, mely kizárólag sajátos nevelési igényű (SNI) diákokkal foglalkozik, óvodai korúaktól kezdve egészen a felnőttkorig.

## Népesség
A település népességének változása:
| Lakosok száma | 2335 | 2290 | 2294 | 2026 | 1799 | 1816 | 1784 |
|               | 2013 | 2014 | 2015 | 2021 | 2022 | 2023 | 2024 |

2001-ben a település lakosságának 99%-a magyar, 1%-a cigány nemzetiségűnek vallotta magát.
A 2011-es népszámlálás során a lakosok 83,6%-a magyarnak, 4,7% cigánynak, 0,3% németnek, 1,1% románnak mondta magát (16,2% nem nyilatkozott; a kettős identitások miatt a végösszeg nagyobb lehet 100%-nál). A vallási megoszlás a következő volt: római katolikus 52,8%, református 3,7%, evangélikus 1,5%, felekezeten kívüli 18% (22,9% nem nyilatkozott).
2022-ben a lakosság 91,7%-a vallotta magát magyarnak, 2,2% cigánynak, 0,8% románnak, 0,1-0,1% horvátnak, németnek, bolgárnak, ukránnak, szlováknak és szerbnek, 1,6% egyéb, nem hazai nemzetiségűnek (8,1% nem nyilatkozott; a kettős identitások miatt a végösszeg nagyobb lehet 100%-nál). Vallásuk szerint 37,4% volt római katolikus, 3,2% református, 1,7% evangélikus, 0,1% ortodox, 0,4% görög katolikus, 0,5% egyéb keresztény, 1,5% egyéb katolikus, 15,7% felekezeten kívüli (39,6% nem válaszolt).

## Nevezetességei
- A Szűz Mária neve tiszteletére szentelt, eklektikus stílusú templom 1895-1896 között épült karcsú homlokzati toronnyal, belül félköríves szentélyzáró résszel, három boltszakaszos hajóval. Szabados József, jó nevű gyulai mester munkája.
- Zsidó temető a köztemetővel szemben a termelő szövetkezet területén. A kis méretű, gondozott sírkertben nyugszanak a község egykori ismert és népszerű zsidó családjainak (Pollák, Vásárhelyi, Klein, Reichmann) tagjai.

## Híres emberek
- Itt született 1928. október 14-én Angyal István, Auschwitz-túlélő, az 1956-os forradalom és szabadságharc alatt a budapesti Tűzoltó utcai felkelők parancsnoka, a forradalom mártírja.
- Balázs Mátyás – vegyészmérnök. 1934. június 28-án született Magyarbánhegyesen. A Veszprémi Vegyipari Egyetemen tanult. A Finom-kerámiaipari Művek Magyar Gránit gyáregységvezetője. Eötvös-díjat kapott 1979-ben a gyémántszerszámgyártás ipari szintű bevezetéséért, megvalósításáért. Újításaival, találmányaival a csiszolókorongok hazai korszerűsítésében közreműködött. Jelenleg Budapesten él.
- Balázs Mihály 1930-ban született Magyarbánhegyesen és 1999-ben halt meg Budapesten. Pedagógus volt, újságíró, szerkesztő, irodalomtörténész. A magyarbánhegyesi szegényparaszt család fia szép pályát futott be élete során. Korán megmutatkozó tehetsége bejuttatta az egyetemre; magyar-francia szakos tanári diplomát szerzett az Eötvös Loránd Tudományegyetemen. Újságíróskodni kezdett a Szabad Népnél, de ötvenhat után elment nevelőtanárnak, majd 1958-tól 1974-ig a Köznevelés főszerkesztőjeként dolgozott. Rövid közéleti szereplés után az OPKM főigazgatójaként ment nyugdíjba 1990-ben. Főszerkesztői munkáját a nyitottság, a tisztesség és a színvonal, az értékek ápolása jellemezte. Korszakot teremtett a folyóirat történetében. Teret adott azon évek legrangosabb pedagógiai gondolkodóinak, reformereinek, és ha a mondanivalóban értéket látott, közölte írásaikat, vitacikkeiket. Megőrizte tisztességét és hű maradt gyökereihez, nyitott lélek volt. Egyszer ezt mondta: kérdezzük meg a magyar írókat, tudósokat, gondolkodókat, az itthoniakat meg a külföldieket, hogyan vélekednek iskoláról, nevelésről, emberről, tehetségről. Ezzel indult el az a hatalmas interjúsorozat, amelyben Szent-Györgyi Alberttől Déry Tiborig sok híresség mondta el gondolatait, és persze ezek a gondolatok nem igen egyeztek a hivatalos korszellemmel, de Balázs Mihályban megvolt az erő, az elszántság és a szerkesztői tisztesség ahhoz, hogy megvédje a lapot és munkatársait. Irodalomtörténészi munkássága is jelentős. Gigantikus munkával fölkutatta és több könyvben megírta a nagy magyar írók, költők gyermek- és diákkorát. Írok-képek; Forrásvidék I-II.; Szülőföld és iskola; Hol jártál iskolába? című e tárgyú művei igazi bestsellerek lettek a magyar iskolákban. Forrásmunkái lettek az irodalomtörténészeknek, akik az írók életének e szeletével nem igen szoktak mélyebben foglalkozni. Hitvallása mindig ez volt: az írás jó és igaz legyen.
- Bessenyei Antal (pedagógus, festőművész) az erdélyi Pujon született 1920. december 5-én. Édesapja Budapesten dolgozott, ezért már néhány hetes korában Magyarbánhegyesre került a nagyszüleihez. Tavasztól őszig Budapesten volt, télen Magyarbánhegyesen. 1927-ben – édesapja nyugdíjba menetele után – költöztek végérvényesen Magyarbánhegyesre. 1946. február 1-jén – mivel szénszünet volt a főiskolán – újjáalakította a községben a cserkészcsapatot, melyet 1955-ig társadalmi munkában vezetett. Helytörténettel is foglalkozott: egy falumúzeum megalakításán fáradozott tanítványaival. Gazdag helytörténeti gyűjteményének nagy része elveszett.
 Jelentős pedagógusi munkássága is: 1954-től Békés megye rajz-szakfelügyelőjeként dolgozott. 1959-ben Szarvasra költözött, ahol a Felsőfokú Óvónőképző Intézet tanára lett. Több művésztelepet vezetett Magyarországon és más országokban. Az 1980-as évek elejétől Hévízen élt. 1993-ban Hévíz városának ajándékozta jelentős műgyűjteményét. Művészete az alföldi festészet realizmusához kötődik. Korai paraszttémájú képeit pasztózus stílusban festette. Érett művein előtérbe kerül a történelmi érdeklődése. Fő képtémáját a törökök 150 éves magyarországi uralmának emlékeiből merítette. „A török félhold alatt” című, 52 képből álló sorozata a pécsi dzsámi történetét dolgozza fel. Grafikákat is készít olajpasztellel és tussal.
 A jeles művész 2001. március 5-én hunyt el.
- Lantos Sándor festőművész 1912. február 2-án született Magyarbánhegyesen. Aradon tanulta a címfestészetet. Már a tanulóévei alatt vállalta templomok festését Petrozsény és Lupény, a mai Románia területén. 1928-ban Munkácsy „Siralomház” című festményének reprodukciójáért oklevelet kapott. Ő festette meg Magyarbánhegyes címerét, mely kép a polgármesteri hivatalban látható. Szimmeiszter István plébánosról is készített egy portrét, ami a plébánián tekinthető meg. 1987. október 11-én hunyt el Magyarbánhegyesen.
- A római katolikus templomhoz csatlakozó paplakban élt a 19–20. század fordulóján Szekrényi Lajos plébános, napjainkra már elfelejtett, jeles műfordító, aki saját költségén jelentette meg köteteit. Többek között ő ültette át magyarra a lengyel klasszikus, Nobel-díjas Sienkiewicz „Quo vadis” és a „Kislovag” című regényeit, vagy Wallace „Ben-Hur”-ját, amelyből világsikert aratott film is készült.

## Testvértelepülése
- Gernyeszeg, Románia

## Sportélet
A községben két sportegyesület működik: az európa és világbajnokot is nevelő Magyarbánhegyesi Corvin Taekwondo Club és a Megye II. osztályú Magyarbánhegyesi Futball Club (MFC).